# Formica phyllophila
Formica phyllophila é uma espécie de formiga do gênero Formica, pertencente à subfamília Formicinae.